# Koločep (település)
Koločep falu Horvátországban, Dubrovnik-Neretva megyében. Közigazgatásilag Dubrovnik községhez tartozik.

## Fekvése
Dubrovniktól 7 km-re északnyugatra, az Elafiti-szigetcsoport egyik tagjának, Koločep szigetének nyugati öblében fekszik. A szigetnek, mely Horvátország legdélibb lakott szigete ez az egyetlen települése. Két településrésze Donje Čelo (a sziget nyugati részén) és Gornje Čelo (a keleti oldalon).

## Története
Koločep azon kevés horvát sziget közé tartozik, amelynek két horvát neve is van. A helyi lakosság kizárólag a „Kalamota” elnevezést használja, magukat pedig kalamotezimának, azaz kalamotaiaknak nevezik. A múltban is mindig a „Calamotta” nevet használták a szigetre és így nevezi a legrégibb, 1497-ből származó írásos forrás is. Az elnevezés ógörög eredetű, a görög „kalamosz” szóból származik, amely horgászbotot jelöl. A helyiek a horgászbotot ma is kalamućának nevezik. A szigetről, mely a hét elafiti-sziget egyike már a római író Idősebb Plinius is írt a raguzai parti szigetek egyikének nevezve. Latin neve „Calaphodium” volt. A római kor emlékei is megtalálhatók a szigeten, ahol több ókeresztény kápolna és kisebb templom maradványai is fellelhetők. A Nyugatrómai Birodalom bukása után 493-tól a keleti gótok uralták a területet. 535-ben Dalmáciával együtt a Bizánci Császárság uralma alá került. A horvátok ősei a 8. században telepedtek meg itt a régi szakrális épületeket átvéve és újakat is építve. Az ekkor épült templomok közé tartozik a mai Szent Miklós és a Szent Antal templom is.
Koločep a 11. századtól a Raguzai Köztársasághoz tartozott és ez a sziget gazdasági fejlődésére is kihatott. Különösen a hajózás és a kereskedelem fejlődött. A gazdasági virágzás a 16. században érte el csúcspontját. Az itteni keresztény közösséget már a 12. században említik. A plébániatemplomot 15. század második felében építették, de a helyi plébániát csak 1641-ben alapították. A 17. században a ferences rendnek két háza is állt a szigeten, melyek a Legszentebb Megváltó és Szent Vid tiszteletére voltak szentelve. A sziget fejlődését az 1667-es földrengés vetette vissza. A Raguzai Köztársaság bukása után 1806-ban Dalmáciával együtt ez a térség is a köztársaságot legyőző franciák uralma alá került, de Napóleon bukása után 1815-ben a berlini kongresszus Dalmáciával együtt a Habsburgoknak ítélte. 1857-ben 405, 1910-ben 237 lakosa volt. 1918-ban az új szerb-horvát-szlovén állam, majd később Jugoszlávia része lett. A településnek 2011-ben 163 lakosa volt, akik főként halászattal, turizmussal foglalkoztak.

## Népesség
| Lakosság változása | Lakosság változása | Lakosság változása | Lakosság változása | Lakosság változása | Lakosság változása | Lakosság változása | Lakosság változása | Lakosság változása | Lakosság változása | Lakosság változása | Lakosság változása | Lakosság változása | Lakosság változása | Lakosság változása | Lakosság változása |
| ------------------ | ------------------ | ------------------ | ------------------ | ------------------ | ------------------ | ------------------ | ------------------ | ------------------ | ------------------ | ------------------ | ------------------ | ------------------ | ------------------ | ------------------ | ------------------ |
| 1857               | 1869               | 1880               | 1890               | 1900               | 1910               | 1921               | 1931               | 1948               | 1953               | 1961               | 1971               | 1981               | 1991               | 2001               | 2011               |
| 405                | 328                | 346                | 281                | 210                | 237                | 218                | 225                | 251                | 269                | 243                | 207                | 144                | 148                | 174                | 163                |

## Nevezetességei
- A Nagyboldogasszony plébániatemplom helyén már korábban is egy Mária Mennybevétele tiszteletére szentelt templom állt. Erről a kisebb templomról származik a bejárat feletti dombormű, valamint a déli fal egy nyolc méteres hosszúságú része. A mai templomot a 15. század második felében építették úgy, hogy a régi templomot jelentősen meghosszabbították és bővítették. A stílusában egyedülálló épületnek régen kupolája is volt, mely valószínűleg az 1667-es földrengésben omlott be és már nem építették újra. A régi harangtorony 1493/94-ben épült és nem egészen 300 évig állt, mert 1788-ban újat építettek helyette. A templom körüli kőfal 1520-ban épült. 1904-ben homlokzatába ószláv növényi ornamentikával díszített kőtöredékeket építettek be. 1973-ban eltávolították őket és ma a plébánia kőtárában találhatók.
- A Remete Szent Antal templom a 14. században épült a Kaštio nevű részen. Oltára 1770-ben készült, az oltár poliptichonja Ivan Ugrinović alkotása 1434-ből.
- A gornje čeloi Páduai Szent Antal templom[4] titulusa eredetileg Szent György volt, de külseje miatt a nép csak görög templomnak nevezte. Építési ideje nem ismert, de a déldalmát kora román templomok stílusában épült. 17. századi megújítása után kapta a mai titulusát. A templomban egy nagyméretű sírkőlap, előtte pedig több régi sír található.
- A Szentháromság templom a 15. században épült a donje čeloi Mačus településrészen. A raguzai domonkosok temploma volt, akiknek rendházuk is állt itt.
- A Szent Megváltó templom maradványai a 97 méter magas Spasovo-hegyen találhatók. A templomot a 18. században építették.
- A temetőben álló Szent Miklós templom[5] eredetileg 9. századi ószláv építmény. A 19. századig Szent Vid volt a titulusa, de külseje miatt a nép szintén görög templomnak nevezte. A 19. századi átépítés és bővítés után kapta mai titulusát. Az építéshez az ugyancsak ószláv Szent Mihály templom anyagát használták fel. 1997/98-ban a templomot az átépítés előtti eredeti, kupolás formájában állították vissza. Közelében a Dumino nevű helyen 15. és 16. században kolostor állt.
- A 11. századi Szent Szergiusz (sv. Srđ) templom maradványai Bigán ószláv stílust tükröznek.[6]
- Szent Borbála templom maradványai Borján.[7]
- Mihály arkangyal templom maradványai[8] sok ókori és kora román részletet tartalmaznak. A templomot a 14. század elejétől említik. 1870 körül dőlt romba. Értékesebb töredékeit Vice Medini plébános a 20. század elején a plébániatemplom falába építtette be, ma a plébánia kőtárában láthatók. Maradványai védettek.
- Szent Ferenc templom maradványai (11. század).[9]
- Az Ivanji-hegyen találhatók a Keresztelő Szent János templom maradványai. A templom 1326-ban épült és a 17. században lett romossá.
- Az 1467-ben épített  Szent Balázs templom maradványai a Lamprićeva utcában találhatók.
- A petrovoi Szent Péter templom 1283-ban már állt, ma már csak maradványai láthatók.
- Szent Rókus templom maradványai
- A Kaštio nevű erődítményt a 16. században építették a Donje Čelo településrészen az ellenséges támadások ellen.
- Toreta őrtorony a Donje Čelo településrészen.
- A gornje čeloi parkerdő mintegy 12 hektáros, 1961 óta védett területen terül el. Döntően aleppóifenyőből és macchiából áll, de növényfajai között található a magyaltölgy, a terpentinpisztácia, a híoszi pisztácia, a széleslevelű olajfagyal, a közönséges mirtusz, a nyugati szamócafa, a szentjánoskenyérfa, az érdes szárcsafű és több más növényi ritkaság is. Meredek szikláival különösen szép a tengerpartnak ez a szakasza.

## Gazdaság
A sziget gazdasága fejletlen, a lakosság a turizmusból és a halászatból él.

## Oktatás
A helyi népiskola 1856-ban kezdte meg működését. Ma csak az alsó tagozat működik, a felső tagozatosok Dubrovnikra járnak iskolába.

## Galéria
- Gornje Čelo látképe
- Gornje Čelo tengerpartja
- A Nagyboldogasszony plébániatemplom
- A Szent Miklós templom
- Koločepi lépcsők
- Templomromok Koločepen
- A Toreta őrtorony
- Meredek sziklák a sziget partján
- A sziget világítótornya